# Halfpenny (moneta decimale britannica)
Quella da mezzo penny o Halfpenny (½p) è stata una moneta della sterlina britannica dall'introduzione del sistema decimale nel 1971 al 31 dicembre 1984, quando venne demonetizzata.
Aveva il valore di 1,2 vecchi penny ed era stata introdotta per permettere una conversione più fedele dei prezzi dopo la decimalizzazione, ma le sue ridotte dimensioni la resero subito impopolare. Con la crescita dell'inflazione e conseguentemente dei prezzi, alla metà degli anni ottanta il governo decise di ritirarla dalla circolazione.

## Storia
Questa moneta fu introdotta, insieme a quelle da uno e due pence, il 15 febbraio 1971 (Decimal Day), giorno in cui la valuta del Regno Unito fu decimalizzata. A partire da tale data non erano più necessari 240 pence per ottenere una sterlina, ma 100. Pur avendo lo stesso nome della vecchia moneta pre-decimale, quindi, l'halfpenny post-riforma aveva in effetti un valore quasi triplo.
Il disegno del diritto, realizzato da Arnold Machin, era costituito dal ritratto della regina (modificato per la prima volta dalla sua ascesa al trono nel 1953) incorniciato dalla legenda ELIZABETH II D.G.REG.F.D.
Il rovescio, come tutte le monete della serie decimale opera di Christopher Ironside, presentava una corona sormontata dalla scritta NEW PENNY e, in basso, il valore (½).
Il mezzo penny permise di evitare, in un primo momento, un eccessivo ritocco verso l'alto dei prezzi; inoltre rese possibile lasciare in circolazione il vecchio sixpence col nuovo valore di 2 ½ nuovi pence. Un'altra opzione considerata, ma mai messa in pratica perché troppo scomoda, era stata l'introduzione di una moneta da ¼ di penny, in alluminio. Ad ogni modo, circa un decennio dopo la sua introduzione, il potere d'acquisto di questa moneta era stato fortemente eroso dall'inflazione ed era opinione diffusa che si trattasse della moneta più odiata dai cittadini britannici, molti dei quali "non si chinavano nemmeno a raccogliere quelle cadute a terra", secondo le parole del parlamentare Anthony Beaumont-Dark. Frattanto, nel giugno 1980 si era proceduto alla demonetizzazione ed al ritiro dei vecchi sixpence.
Malgrado i tentativi di alcuni membri del parlamento, nonché l'insistenza del Ministero del tesoro sul fatto che l'eliminazione della moneta avrebbe provocato un aumento dei prezzi e dell'inflazione, alla fine il cancelliere dello scacchiere Nigel Lawson annunciò la decisione di ritirare dalla circolazione l'halfpenny, nel dicembre del 1984. All'epoca erano circa 2,5 miliardi le monete da ½ penny in circolazione, per un controvalore di 12,5 milioni di sterline. Molti di essi furono recuperati da associazioni caritative e benefiche.

## Pezzi coniati
| Anno | Zecca       | Pezzi coniati | Note                                                            |
| ---- | ----------- | ------------- | --------------------------------------------------------------- |
| 1971 | Llantrisant | 1 394 188 250 |                                                                 |
| 1972 | Llantrisant | 150 000       | Coniata esclusivamente per collezionisti                        |
| 1973 | Llantrisant | 365 680 000   |                                                                 |
| 1974 | Llantrisant | 365 448 000   |                                                                 |
| 1975 | Llantrisant | 197 600 000   |                                                                 |
| 1976 | Llantrisant | 412 172 000   |                                                                 |
| 1977 | Llantrisant | 66 368 000    |                                                                 |
| 1978 | Llantrisant | 59 532 000    |                                                                 |
| 1979 | Llantrisant | 219 132 000   |                                                                 |
| 1980 | Llantrisant | 202 788 000   |                                                                 |
| 1981 | Llantrisant | 46 748 000    |                                                                 |
| 1982 | Llantrisant | 190 752 000   | Nuovo conio di rovescio con indicazione del valore (HALF PENNY) |
| 1983 | Llantrisant | 7 600 000     |                                                                 |
| 1984 | Llantrisant | 158 820       | Coniata esclusivamente per collezionisti                        |